# Polabski Slovani
Polabski Slovani (spodnjelužiško Połobske słowjany, poljsko Słowianie połabscy, češko Polabští slované, nemško Elbslawen), znani tudi kot Vendi, so bili zahodnoslovanska lehitska plemena, naseljena v spodnjem porečju Labe v sedanji vzhodni Nemčiji. Njihovo ozemlje se je raztezalo od Baltskega morja na severu, reke Saale in saškega limesa Češkega rudogorja in zahodnih Sudetov na jugu in Poljske na vzhodu. 
Polabski Slovani so se na to ozemlje začeli naseljevati v 6. stoletju. Od 9. stoletja so jih večinoma podjarmili Sasi in Danci in jih postopoma ponemčili in asimilirali v Sveto rimsko cesarstvo. Edini predstavniki Polabskih Slovanov so Lužiški Srbi, ki so ohranili svojo identiteto in kulturo.
Polabski jezik je zdaj izumrl. Oba lužiškosrbska jezika govori približno 22.000–30.000 prebivalcev regije. Nemška vlada ju obravnava kot uradna jezika Lužiške Srbije.

## Plemena
Bavarski geograf (latinsko Geographus Bavarus) je dogovorjeno ime neznanega avtorja kratkega srednjeveškega latinskega bedsedila z naslovom Descriptio civitatum et regionum ad septentrionalem plagam Danubii (slovensko Opis držav in pokrajin severno od Donave). Besedilo je bilo napisano v Regensburgu leta 830 in vsebuje tudi seznam plemen v srednji Evropi vzhodno od Labe. Med temi plemeni navaja Uuilce (Veleti) s 95 civitates, Nortabtreze (Obodriti) s 53 civitates, Milzane (Milčani) s 30 civitates in Hehfelde (Heveli) s 14 civitates.
Velika sovjetska enciklopedija razvršča Polabske Slovane v tri glavna plemena: Obodrite, Velete in Lužiške Srbe. 
Glavna plemena Obodritske plemenske zveze so bili Obodriti (od Wismarskega zaliva do Schwerinškega morja), Vagri (vzhodni Holstein) in Varni (gornji tok Warnowa in Mildenitz) in Polabi (med rekama Trave in Laba). Med plemena, povezana z Obodritsko plemensko zvezo, so spadali Glinjani (okolica Lenzena), Travani (porečje Trave) in Drevani (Hanoverski Wendland in severni Altmark).
Veleti, znani tudi kot Lužičani ali Vilčani, so vključevali Hižane ob spodnjem toku Warnowa in Rostocka, Prekopence med rekami Recknitz, Trebel in Peene, Tolenze vzhodno in južno od Peene ob reki Tollense in Redarirje južno in vzhodno od Tollenseseeja ob zgornjem Havelu. Redarirji so bili najpomembnejše veletsko pleme.
Rujanov z otoka Rügen, ki se jih včasih tudi šteje za Velete, se ne sme zamenjati starejšimi germanskimi Rugi. Južno od Rujanov so bili Ukri (Ukrani) ob reki Ucker in Moriki ob Müritzu. Med Velete je spadalo še več majhnih plemen.
V srednjem toku Havela so bili naseljeni Heveli, ki so bili slabo povezani z Veleti. Vzhodno od njih so ob rekah Dahme and Spree živeli Sprevani. Ob srednji Labi je živelo še več drugih majhnih plemen.
Južno od Hevelov so živeli predniki sodobnih Lužiških Srbov, v Spodnji Lužici Lužičani in v Zgornji Lužici Milčani. V bližini teh plemen so bili Selpoli in Besunzani. Manjša polabska plemena so živela tudi og gornjem toku Labe. Plemena ob srednji Odri so živela plemena, povezana s srednjeveško Poljsko. Manjše skupine Zahodnih Slovanov so živele tudi om Majni in Regnitzu pri Bambergu ter na severovzhodnem Bavarskem.

## Družba

### Knezi
Polabski vladarji so bili knezi. Njihova moč v slovanski družbi je bila sorazmerno večja od moči danskih ali švedskih kraljev v njihovih kraljestvih, vendar ni bila absolutna. Knez je bil vodja plemena, prvi med njegovimi plemiči, obvladoval gozdnato zaledje svojega plemena in pričakoval spoštovanje svojih bojevnikov. Njegova oblast je bila v veliki meri omejena samo na ozemlje, ki so ga upravljali njegovi guvernerji ali vojvode. Vsak vojvoda je upravljal majhno ozemlje okoli svojih utrdb.
Moč knezov se je med plemeni pogosto razlikovala. Obodritski knez Henrik Gotšalkovič je okoli leta 1000  lahko vzdrževal precejšnjo vojsko na račun svojih mest, po njegovi smrti pa se je moč obodritskih knezov še povečala. Moč kneza Rujanov je omejeval lokalni senat, ki ga je vodil veliki svečenik na rtu Arkona. Rujanski knez je bil v bistvu samo prvi med zemljiškimi posestniki svojega plemena.

### Naselja
Moč kneza in njegovih guvernerjev, zlasti na ozemlju Veletov, je bila pogosto omejena samo na naselja, ki so jih kronisti imenovali civitates. Polabska naselja so bila omejena na majhen prostor, obdan s krožnimi ali ovalnimi okopi. V najvišji točki naselja je stal gord (grad) z vojašnico, citadelo in knežjo rezidenco. Pogosto je bil zaščiten z jarkom, obzidjem in lesenimi stolpi. Pod gordom, vendar še znotraj mestnega obzidja, je bilo mesto ali predmestje, v katerem so bile rezidence plemstva in trgovcev. Mesta so pogosto imela lesene templje slovanskih bogov. Zunaj obzidja so bili domovi kmečkih prebivalcev. Z izjemo Arkone na Rügenu je bilo nekaj polabskih mest na baltski obali zaradi piratov in roparjev odmaknjenih od obale. Polabje ni bilo tako gosto naseljeno kot na primer Flandrija ali Italija, polabska mesta v baltski regiji pa so bila razmeroma velika v primerjavi s skandinavskimi.

### Kmetje
Večina Polabskih Slovanov so bili kmetje v majhnih vaseh, ki so se ukvarjali s poljedelstvom (žito, lan) in živinorejo (perutnina, govedo). Nekateri vaščani so bili ribiči, čebelarji ali lovci s pastmi. Kmetijska zemljišča so bila razdeljena na enote, imenovane kuric (latinsko uncus), za katere so kmetje vojvodu plačevali davek v žitu.

### Vojska
Polabska družba se je razvila v 9. in 10. stoletju pod pritiskom Svetega rimskega cesarstva in skandinavskih Vikingov. Slovani so bili pogosto prisiljeni plačevati davek danskim kraljem, katoliškim škofom in cesarskim mejnim grofom. Polabska družba se je zato militarizirala in njeni voditelji so začeli organizirati vojsko in obrambo. Mnogi polabski magnati so pogosto živeli v gozdnih trdnjavah, medtem ko so mesta naseljevali bojevniki in meščani.
Magnati so pogosto napadali germanska ozemlja ali se ukvarjali s piratstvom. V času večjih vojn je poveljevanje vojski prevzel knez. Knez je vojsko plačeval iz davkov, ki so jih plačevali kmetje. Medtem ko je podeželje zagotavljalo kopensko vojsko, so bila mesta znana po dolgih ladjah, lažjih in nižjih od ladij Dancev in Švedov. 
Od daleč so polabske flote spominjale na skandinavske, od blizu pa bi Slovane prepoznali po kratko postriženih laseh in glasnih bojnih vzklikih. Polabska konjenica je imela majhne konje, učinkovite v hitrih roparskih akcijah, manj pa proti saški in danski težki konjenici.

### Religija
Religija je bila pomemben vidik polabske družbe. Velik del njihovega ozemlja je bil posejan s svetimi kraji v naravi, kjer so lahko molili in darovali slovanskom bogovom. Duhovščina je bila pomemben družbeni razred, ki je razvijal podobe in predmete čaščenja. Polabska mesta so pogosto imela dovršene templje, ki so jih pogosto obiskovali zaradi daritev in romanj. V nasprotju z njimi je duhovščina na podeželju pogosto živela skromno.

## Zgodovina
Polabski Slovani so nadomestili germanska plemena, ki so se s tega ozemlja odselila od 1. do 6. stoletja v obdobju preseljevanja narodov. Slovansko poselitveno območje je bilo do 8. stoletja večinoma stabilno. 
Karel Veliki je v svoji kampanji proti upornim Sasom iz Holsteina za zaveznike pridobil Obodrite. Številna slovanska plemena so postala odvisna od karolinškega cesarstva in Franki so ustanovili Lužiškosrbsko marko za obrambo pred Lužiškimi Srbi. Einhard v Vita Karoli Magni opisuje pohod na slovansko ozemlje, ki ga je leta 798 vodil sam Karel Veliki. Velete, imenovane Wilzi, sami pa so se imenovali Velatabijani, so Franki napadli zaradi njihovih nenehnih pohodov v dežele Obodritov, frankovskih zaveznikov proti Sasom.
Nemški pohodi proti Slovanom so se resno začeli v času Otonske dinastije. Henrik Ptičar je v več pohodih napadel Slovane s svojo konjenico. Med vladavino Henrika in njegovega sina Otona I. je bilo organiziranih več pohodov za zavarovanje vzhodnih pridobitev. Takšna sta bila pohoda na Bilunško marko na severu in Gerovo marko na jugu. Po Gerovi smrti leta 965 je bila njegova marka razdeljena na Severno marko, Lužiško marko in Turingijsko marko, slednja pa na marke Zeitz, Merseburg in Meissen. Za podporo spreobrnitvi Slovanov v krščanstvo so bile ustanovljene škofije Magdeburg, Brandenburg in Havelberg.
Po porazu Otona II. v bitki pri Stilu leta 982 so se poganski Slovani naslednje leto uprli Nemcem. Heveli in Ljutiči so uničili škofiji Havelberg in Brandenburg, Obod (Mstivoj) pa Hamburg. Nekaj Slovanov je vdrlo čez Labo na saško ozemlje, a so se umaknili, ko jih je z vzhoda napadel krščanski poljski vojvoda Mješko I. Sveto rimsko cesarstvo je obdržalo le nominalno oblast nad slovanskimi ozemlji med Labo in Odro. Večina Polabskih Slovanov je v Jezusu videla "nemškega boga" in kljub prizadevanjem krščanskih misijonarjev ostala poganska.
Obodritski knez Udo in njegov sin Gotšalk sta v 11. stoletju razširila svoje kraljestvo tako, da sta združila plemena Obodritov in podjarmila nekaj plemen Ljutičev. Spodbujala sta ustanavljanje škofij za podporo krščanskemu misijonarstvu. Leta 1066 so Gotšalkovi ukrepi sprožili upor, v katerem je bil ubit. Zamenjal ga je pogan Kruto iz Vagrije. Slednjega je leta 1093 ubil Gotšalkov sin Henrik.
Od leta 1140 do 1143 so v Vagrijo vdrli holsteinski plemiči, da bi se za stalno naselili v deželah poganskih Vagrov. Grof Adolf II. Holsteinski in Henrik Badewidski sta prevzela oblast nad polabskimi naselji pri Liubicah in Racisburgu. Navdušeni nad uspehom prve križarske vojne so začeli Sasi pozivati h križarski vojni proti svojim slovanskim sosedom. Vendska križarska vojna leta 1147, sočasna z drugo križarsko vojno, je bila večinoma neuspešna. Povzročila je opustošenje in prisilno pokristjanjevanje, a je vseeno zagotovila saškim nadzor nad Vagrijo in Polabijo. Obodriti so bili v naslednjem desetletju večinoma v miru s Sasi, čeprav so slovanski pirati napadli Dansko.
V poznih 1150. letih je danski kralj Valdemar Veliki zaprosil za pomoč saškega vojvodo Henrika Leva za boj proti Slovanom. Njuno sodelovanje je leta 1160 pripeljalo do smrti obodritskega kneza Niklota. Oba krščanska gospoda sta velik del osvojenega ozemlja razdelila med svoje vazale. Ko je Niklotov izgnani sin Pribislav sprožil upor Obodritov, sta se mu maščevala tako, da sta zasedla Demmin in izgnala Pribislavove lužiške zaveznike.
Po osvojitvi Vagrije in Polabije so saški plemiči poskušali izgnati domorodne Slovane in jih nadomestiti s saškimi in flamskimi naseljenci. Obodritski upor leta 1164, ki ga je vodil Niklotov sin Pribislav, je prepričal Henrika Leva, da bo imel manj težav, če bo obdržal Slovane za svoje zaveznike. Henrik je krščanskega Pribislava vrnil na oblast kot kneza Mecklenburga, Kessina in Rostocka ter vazala Sasov.
Na pohodih Dancev proti vzhodnopolabskim Slovanom sta bili odločilni taktika in oborožitev. Danci so izvajali hitre obalne in rečne napade, podobne vikinškim. Dancem je primanjkovalo izkušenj z obleganjem, zato so moč Slovanov ohromili s požiganjem posevkov v nebranjenih predmestjih. Slovanske protinapade so odbijali s samostreli in norveškimi dolgimi loki. Danci so leta 1168 zasedli Rugijo in osvojili trdnjavo Rani Arkono. Podobno kot je Henrik ponovno postavil Pribislava na oblast kot saškega vazala, je Valdemar dovolil rujanskemu knezu Jaromarju, da vlada kot krščanski danski vazal. Potem ko je Valdemar zavrnil delitev Rugije s Henrikom, je saški vojvoda zaprosil za pomoč Obodrite in Lužičane za vojno proti Dancem. Valdemar je spor končal tako, da je leta 1171 Henriku plačal odkupnino.
Cesar Friderik Barbarossa, vznemirjen zaradi širjenja moči Henrika Leva, ga je leta 1180/1181 odstavil in prerazporedil njegova ozemlja. Zaradi umika saške podpore so postali Lužičani in njihovi pomorjanski podporniki ranljivi za napade danskega ladjevja. Slovansko ladjevje, ki je poskušalo povrniti Rugijo, je bilo 19. maja 1184 razbito v zalivu Greifswald. V misijonarske dejavnosti v pomorjanskih opatijah so se vključili danski menihi. Knez Bogislav I. se je leta 1185 predal kralju Knutu VI. in postal vazal danskega kralja.
Pribislav, krščanski knez Hevelov, je po smrti zapustil svoja ozemlja saškemu vojvodi Albertu Medvedu, kar je privedlo do ustanovitve mejne grofije Brandenburg.
Lužiški Srbi so ostali v veliki meri neodvisni. Karel Veliki jih je začasno podredil, po njegovi smrti pa so bile povezave s Franki pretrgane. V nizu krvavih vojn med letoma 929 in 963 sta njihova ozemlja osvojila kralj Henrik Ptičar in njegov sin Oton Veliki ter jih vključila v Nemško kraljestvo. Do 14. stoletja je bila večina tam živečih Slovanov ponemčena in asimilirana. Lužiški Srbi, potomci Milčanov in Lužičanov so uspeli ohraniti svojo identiteto v Lužici, razdeljeni med nemški zvezni deželi Brandenburg in Saška. 
Slovanski jezik so potomci Drevanov na območju spodnje Labe govorili do začetka 18. stoletja.